# راجر چاپین
راجر چاپین (Roger Chapin)، از تاجران آمریکایی ساکن سن دیگو است که بعدها در ادامهٔ فعالیت‌هایش اقدام به جمع‌آوری کمک‌های مالی برای انجام امور خیریه کرد. بر اساس یادادشتی در مجلهٔ فوربز، او خود را «کارآفرین غیرانتفاعی» نامید. راجر بیش از بیست خیریه راه‌اندازی کرده‌است و تا سال ۲۰۰۹ ریاست خیریه‌ای آمریکایی به‌نام «کمک به کهنه‌سربازان بستری در بیمارستان» را عهده‌دار بود. هدف این خیریه «زنده‌نگه‌داشتن بارقهٔ امید برای کهنه‌سربازان بستری در آمریکا» است. مجلهٔ نیویورک تایمز، دو سازمانی را که او بنا نهاده، کمک به کهنه‌سربازان بستری در بیمارستان و ائتلاف برای احترام به قهرمانان آمریکا، در میان دوازده مؤسسهٔ خیریهٔ مرتبط با نیروهای نظامی معرفی کرد. در دسامبر گذشته، مؤسسهٔ بشردوستی آمریکا، گروه نظارت غیرانتفاعی، پژوهشی انجام داد و این مؤسسات حائز نمرهٔ اِف شدند. این مؤسسات و برخی خیریه‌های دیگر، میلیون‌ها دلار از پول آمریکایی‌های نیکوکار را جمع‌آوری کرده و مقدار هنگفتی، بیش از۷۰ یا ۸۰ درصد، از آن را هدر داده‌اند.

## پس‌زمینه
چاپین که در سال ۲۰۰۸، ۷۶ ساله شد، دانش‌آموختهٔ کالج میدلبری واقع در میدلبری، ایالت ورمانت است. وی کهنه‌سرباز یگان مالی ارتش ایالات متحده آمریکا نیز بوده‌است.
علاوه بر موفقیت‌های نظامی، چاپین بسازبفروشی موفق در حوزهٔ کسب‌وکار املاک و مستغلات در سن‌دیگو بوده و بنیان‌گذار مجموعه‌های خلاقانه‌ای رنگ‌آمیزی «فان آرت» و شرکت «یواس‌ای‌اوپولی» است. شرکت یواس‌ای‌اوپولی، طراح و پخش‌کنندهٔ نسخهٔ خاص و محبوب بازی روی تخته‌ای مونوپولی است. چاپین با الیزابت ازدواج کرده و صاحب چهار فرزند و دو نوه هستند. آن‌ها از سال‌ها پیش در سن‌دیگو در ایالت کالیفرنیا زندگی می‌کنند.
چاپین، پس از طی مسیر شغلی موفق در تجارت، خیریهٔ کمک به کهنه‌سربازان بستری در بیمارستان را بنیان نهاد. او همچنین بنیادهای ائتلاف برای احترام به قهرمانان آمریکا در اوسینینگ ایالت نیویورک، پروژهٔ جی‌آی گیفت و تلاش شهروندان برای آمریکای بدون مواد مخدر را پایه‌گذاری کرد. وانگهی، او در زمینهٔ تلاش‌های حمایتی و فعالیت‌های اجتماعی نیز پویا است. طبق یادداشت‌های مجلهٔ فوربس، در اوایل گزارش‌های خود در مورد چاپین و فعالیت‌هایش، ده‌ها سازمان اغلب به نام‌ها و اهداف مشابه وجود داشته‌اند که بلافاصله هم تغییر می‌کردند.
در مارس ۲۰۰۹، چاپین در مقاله‌ای که در واشینگتن تایمز چاپ شد، در مورد مخاطرات مذاکره با دولت ایران و احتمال استفادهٔ این کشور از سلاح پالس الکترومغناطیسی علیه ایالات متحده آمریکا نوشته بود. او با امید به «ممانعت ایران از رسیدن به روز موعود هسته‌ای»، طرحی شامل دو بخش پیشنهاد داد:
(۱) هرچه سریع‌تر با تمهید انبوه تسلیحات متعارف، برای نابودی تأسیسات هسته‌ای ایران دست‌به‌کار شوید. همچنین اقدامات لازم برای امحای ظرفیت‌های انتقام‌جویانهٔ آن‌ها و نیز تا دندان مسلح‌کردن اسرائیل انجام شود. کشتی‌های ضدموشکی ایجس را هم در امتداد سواحل آمریکا مستقر کنید و درعین‌حال امنیت داخلی را تقویت کرده و تمهیداتی برای کاهش اثرات حملهٔ ای‌ام‌پی بیندیشید.
(۲) به‌سرعت حمله‌های مستمر و گستردهٔ پیش‌گیرانه را علیه ایران آغاز کنید و نیروهای ویژه را برای اطمینان از موفقیت‌آمیزبودن عملیات، به منطقه بفرستید.
در آن زمان، چاپین به‌عنوان مؤسس و رئیس «آمریکا را امن کنید» شناخته شد؛ سازمان سیاست‌گذاری و آموزشی جدیدی در سن‌دیگو که تمرکز آن بر خطرات ناشی از اسلام‌گرایان رادیکال علیه امنیت ملی ایالات متحده آمریکا بود.

## انتقادات
در ۳ سپتامبر ۲۰۰۷، ویلیام پی. بارت با چاپ مقالهٔ «شعبده‌بازی» در مجلهٔ فوربس گزارش داد چاپین و همسرش، الیزابت، متهم هستند که برخلاف ادعای مؤسسهٔ تحت مدیریت آن‌ها، پول جمع‌آوری‌شده از سوی این سازمان‌های غیرانتفاعی را به‌جای آن‌که برای سربازان یا کهنه‌سربازان مجروح نرخ بهره‌وری ۹۷ درصدی داشته باشد، صرف تأمین هزینه‌های زندگی، وسایل نقلیه و سرمایه‌گذاری‌های املاک خودشان شده‌است.
گزارش‌های دیگر فوربس در مورد سازمان خیریهٔ کمک به کهنه‌سربازان بستری در بیمارستان ادعا می‌کند که به‌ازای هر یک دالرِ دریافتی، فقط ۹ سنت از آن برای کیت‌های درمانی کهنه‌سربازان خرج شده‌است (هدف اصلی این خیریه)، درحالی‌که ۵ سنت دیگر آن نیز برای هزینه‌های سربار مدنظر و مشاورانی که از بیمارستان‌ها و خانه‌های سالمندان بازدید می‌کردند، هزینه شده‌است. ۴۵ سنت صرف هزینه‌های ارسال نامه شده و مابقی نیز برای دستمزد کارکنان خیریه و موارد دیگر خرج شده‌است.
در ۹ نوامبر ۲۰۰۷، شبکهٔ خبری ای‌بی‌سی گزارش داد که چاپین و همسرش حقوقی بیش از نیم میلیون دلار در سال تحت عنوان مؤسس و کارمند سازمان خیریهٔ کمک به کهنه‌سربازان بستری در بیمارستان به خود می‌پردازند. مؤسسهٔ بشردوستی آمریکا ادعا می‌کند از مبلغ ۷۰ میلیون دلاری که سازمان خیریهٔ کمک به کهنه‌سربازان بستری در بیمارستان از طریق مشارکت خیرین به دست آورده، فقط ۳۱ درصد به امور خیریه اختصاص یافته‌است. همین مسئله سبب شده تا گروه نظارت به این سازمان نمرهٔ ضعیف اِف بدهد.
دنیل بروچوف، رئیس مؤسسهٔ بشردوستی آمریکا، با بیان این‌که چاپین کارآفرین خیریه است، ادامه می‌دهد: «او در راه‌اندازی خیریه‌هایی که چندان اهل فعالیت سخاوت‌مندانه نیستند، ولی مقادیر هنگفتی پول به جیب می‌زنند، تخصص دارد».
مؤسسهٔ بشردوستی آمریکا، قضیهٔ چاپین را با مقاله‌ای در دسامبر ۲۰۱۰ در مجلهٔ راهنمای رتبه‌بندی خیریه و گزارش دیده‌بان، دنبال کرد. در این گزارش چنین آمده‌است: «پس از سال‌ها بهره‌مندی از حقوق و دستمزدهای شش رقمی و ولخرجی‌ها و پاداش‌هایی که با بودجهٔ خیریه پرداخت شده‌است، مانند استفاده از یک آپارتمان ۴۴۴٫۶۰۰ دلاری در شمال ویرجینیا متعلق به خیریهٔ کمک به کهنه‌سربازان بستری در بیمارستان، دسترسی به عضویت ۱۷ هزار دلاری باشگاه محله و بازپرداخت‌های کلان برای هتل، رستوران و هزینه‌های دیگر، بازنشستگی چاپین از خیریهٔ کمک به کهنه‌سربازان بستری در بیمارستان با پرداخت ۱٫۹ میلیون دلار در هنگام تحویل جایگاه سازمانی به رئیس بعدی، نمایان شد».
با انتشار گزارش واشینگتن تایمز در مارس ۲۰۰۹، فوربس دریافت که بنیاد جدید چاپین در سال ۲۰۰۸ ثبت شده و در سال ۲۰۰۹ وضعیت غیرسودآور ۵۰۱ (سی) ۳ خدمات درآمد داخلی به آن اعطا شده‌است. همچنین فوربس این‌بار متوجه شد که شکایتی رسمی علیه دو تن از کارکنان سابق بنیاد، ائتلاف برای احترام به قهرمانان آمریکا، به‌نام‌های ریموند و جان کلیفورد دوباره به جریان افتاده‌است. هر دو طرف بعدها درگیر اقدامات پیش از محاکمه شدند. طبق شکایت کلیفوردها که در سال ۲۰۰۷ از سوی چاپین اخراج شده‌اند، اطلاعات مالی محرمانه‌ای را به دست آورده و به گزارش‌گران مطالبی گفتند که موجب بی‌اعتباری بنیاد ائتلاف برای احترام به قهرمانان آمریکا شده‌است. این مؤسسهٔ غیرانتفاعی به‌دنبال دریافت خسارت‌های مالی نامشخص و حکم دادگاه برای منع افشاگری بیشتر است. کلیفوردها نیز مدعی شدند که طبق متمم اول قانون اساسی ایالات متحده آمریکا، حق آزادی بیان داشته و مرتکب هیچ تقصیری نشده‌اند.
در سال ۲۰۱۰، فوربس با مشاهدهٔ ارقام متوجه هزینه‌های افزایش سرمایه مربوط به برنامهٔ کاری واقعی در ائتلاف شد. به‌ازای ۲۶٫۲ میلیون دلار خرج‌شده در سال کاری ۲۰۰۸، ائتلاف از طریق حسابداری خود تنها ۵٫۷ میلیون دلار، یعنی ۲۲ سنت به‌ازای هر دلار، در دو کُد برنامه‌نویسی سیگنچر خود خرج کرده‌است. فوربس با بررسی سود مالی شخصی چاپین و جایگاه مدیریتی‌اش دریافت که وی از خیریه‌ای کمک به کهنه‌سربازان بستری در بیمارستان، ۳۶۴ هزار دلار غرامت دریافت کرده‌است ولی اعلام نمود هیچ مبلغی از سایر سازمان‌ها پرداخت نشده‌است. وبسایت خیریهٔ کمک به کهنه‌سربازان بستری در بیمارستان نشان می-دهد که او در اوت ۲۰۰۹، بازنشسته شده و هیئت‌مدیره را ترک کرده‌است. فردی به‌نام مایک لینچ که تحت حمایت خیریه بود، نقش چاپین را در سازمان برعهده گرفت. رقم دریافتی فعلی چاپین در سازمان‌های غیرانتفاعی‌اش، هنوز فاش نشده‌است. همچنین:
«مشارکت ۲۵ میلیون دلاری نشان‌دهندهٔ ۱۵ درصد کاهش نسبت به سال ۲۰۰۷ است».
«گرچه این ائتلاف بر تلاش‌هایش برای تأمین مسکن سربازهای آسیب‌دیده تأکید می‌کند، در سال ۲۰۰۸ فقط به ۴ نفر مسکن تعلق گرفت که هزینهٔ آن ۴۰۳ هزار دلار بود».
«همچنین این ائتلاف حدود ۳۵۸ هزار دلار به ویلیامز و کانولی، شرکت حقوقی معروفی در واشینگتن، پرداخت کرد تا جان و ریموند کلیفورد را تحت پیگرد قانونی قرار دهد».
در اوت ۲۰۱۲، دفتر دادستان کل کالیفرنیا از خیریهٔ کمک به کهنه‌سربازان بستری در بیمارستان شکایت و ادعا کرد چاپین و جانشینش، مایک لینچ، رقم دریافتی بسیار هنگفتی داشته‌اند و از سرمایهٔ وقف‌شده برای خود امتیازات استثنائی قائل شده‌اند. طبق گفتهٔ دادستان کل کالیفرنیا، وقتی در سال ۲۰۰۹ چاپین بازنشسته شد، هیئت‌مدیرهٔ خیریه دریافتی سالانهٔ او را همچنین افزایش داد تا پرداخت حقوق بازنشستگی به مبلغ دو میلیون دلار را توجیه کند.